# Alojz Kraigher
Alojz Kraigher, o Lojz Kraigher (Postumia, 22 aprile 1877 – Lubiana, 25 febbraio 1959), è stato uno scrittore, drammaturgo e medico sloveno, uno dei maggiori esponenti del Naturalismo sloveno.

## Biografia

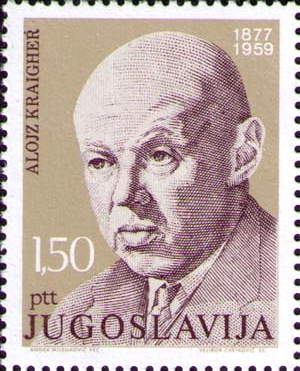
Francobollo in memoria di Alojz Kraigher, 1977

Kraigher nacque in una famiglia di commercianti. La sua carriera scolastica incominciò frequentando la scuola elementare di Postumia, proseguì al ginnasio di Novo mesto (1889-1891) e successivamente all'Università di medicina a Vienna (1897-1903).
Kraigher lavorò, subito dopo la laurea e dopo il 1914, a Lubiana, dove diresse l'ospedale cittadino tra il 1919 e il 1922.
Tra il 1922 e il 1923, si specializzò in odontoiatria a Monaco di Baviera e in seguito svolse la professione di dentista a Gorizia e dal 1929 in poi a Lubiana.
Kraigher si sposò una prima volta con Victoria Juvančič, che gli diede sei figli, in seconde nozze con Angela Megusar, con la quale ebbe una figlia.
Strinse una profonda amicizia con lo scrittore Ivan Cankar, del quale realizzò il necrologio nel dicembre del 1918.
Durante l'occupazione nazista partecipò al Movimento di Liberazione Nazionale, e nel 1943, i tedeschi lo catturarono e lo deportarono a Dachau l'anno seguente, dove lavorò anche come medico.
Nel 1945 è stato nominato professore onorario della Facoltà di Medicina di Lubiana.
Dalla sua creazione, nel 1945, fino al 1949 ha guidato la Biblioteca Medica Centrale di Lubiana.
Nel 1958, ha ricevuto il Premio Prešeren.

## Stile e pensiero poetico

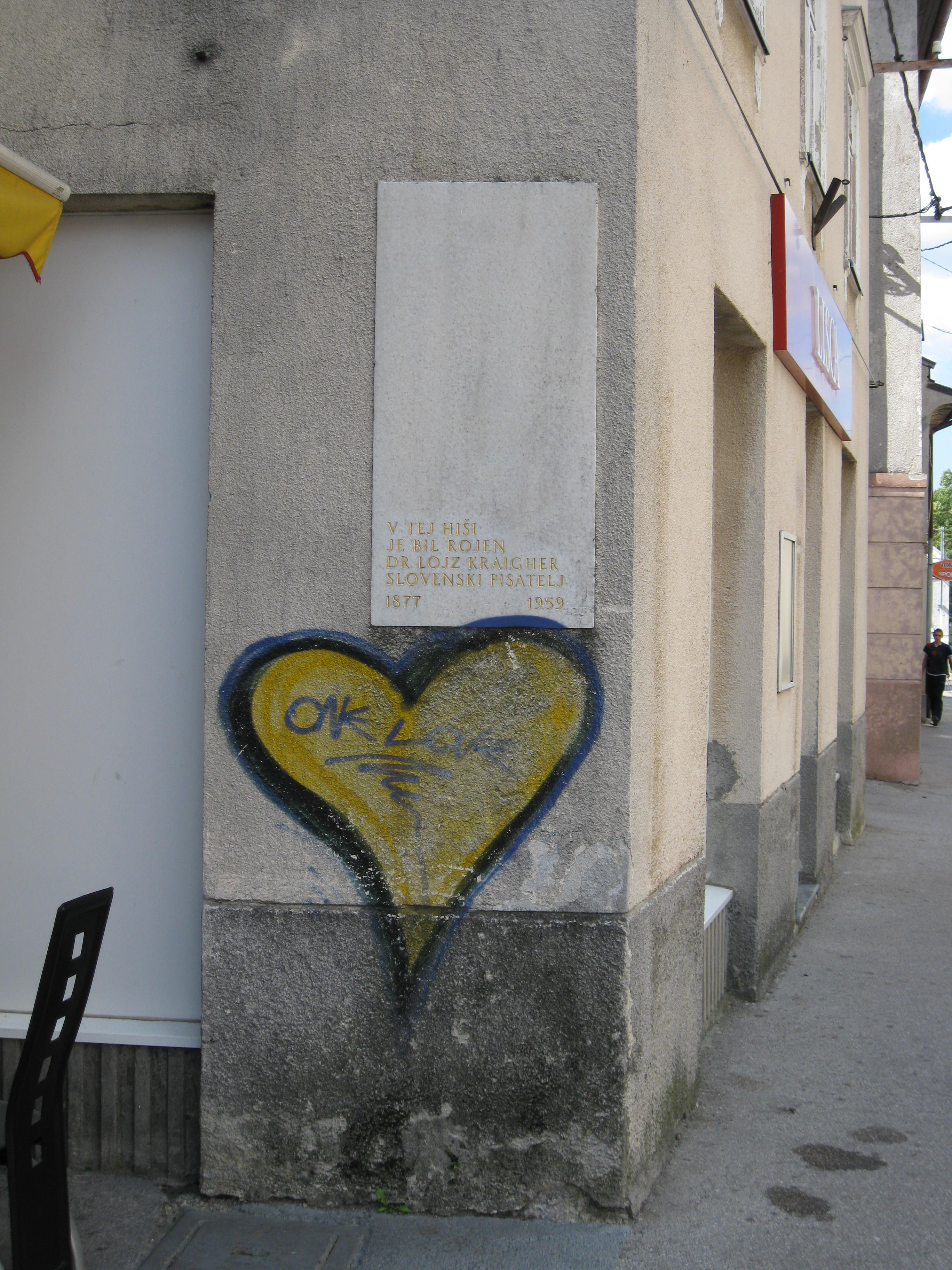
Targa commemorativa per Alojz Kraigher, a Postumia

Kraigher si è dedicato alla letteratura, dapprima scrivendo feuilleton per numerose riviste, fino al 1911 con gli pseudonimi di Emil Palunko e di Luigi Polo. In seguito ha collaborato con molteplici giornali, tra i quali, Slovanu e Našem glasu, scrivendo recensioni letterarie, articoli nel campo della letteratura, cultura, medicina, oltre che studi e controversie.
Tra le opere principali di Kraigher menzioniamo il dramma in tre atti Školjka ("La conchiglia", 1911), basato sull'analisi dell'amore e del sesso nella società borghese, sulla condanna della doppia morale e sul sostegno dei diritti e delle libertà delle donne nella vita sociale, relazionale e sentimentale; il dramma dedicato alla memoria di Ivan Cankar, Umetnikova trilogija ("Trilogia dell'artista", 1919); il dramma in tre atti Na fronti sestre Žive ("Sul fronte della sorella Ziva", 1929), in cui approfondì i problemi erotici; il romanzo Kontrolor Škrobar ("Controllore Škrobar", 1914), opera socio-politica e romantica incentrata sui problemi tra gli sloveni ed i tedeschi, sulle avventure boccaccesche del protagonista e sul suo tradimento della patria;  il romanzo Peter Drozeg ("Peter Drozeg", 1916); il romanzo Mlada ljubezen ("Amorazzo", 1917-1918), imperniato sulla vita erotica e le crapule dei giovani piccolo-borghesi.
Il suo stile letterario si è gradualmente avvicinato ad un naturalismo psicologicamente profondo con forti motivazioni erotiche, che descrisse la società, la sua morale, l'etica, la sessualità, l'educazione da un punto di vista 'tecnico', oltre che la fisiologia interiore dell'uomo, del suo ambiente e del suo paesaggio, dai motivi erotici della vita borghese ai problemi sociali e religiosi.
Le opere di Kraigher sono state tradotte in serbo, ceco, tedesco.

## Opere principali

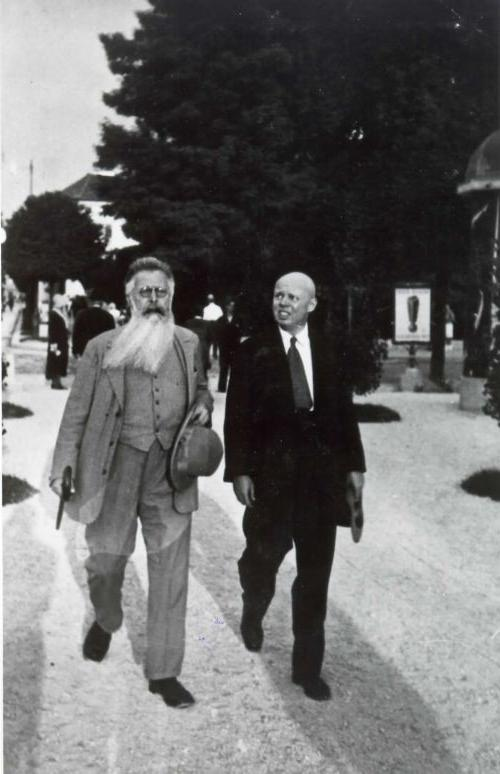
Rajko Nahtigal e Alojz Kraigher nel 1930

### Prosa
- Kontrolor Škrobar, romanzo, 1914;
- Mlada ljubezen, romanzo, Lubiana, 1917-1918;
- Krista Alba, 1937;
- Novele, una raccolta di racconti e romanzi, Lubiana, 1946;
- Na robu življenja, Lubiana 1961.

### Teatro
- Školjka, dramma in tre atti, Lubiana, 1911;
- Umetnikova trilogija, in memoria di Ivan Cankar, Lubiana, 1919;
- Na fronti sestre Žive, dramma in tre atti, Lubiana, 1929.

### Monografia
- Ivan Cankar I-II, studi sul suo lavoro e la sua vita, i suoi ricordi, Lubiana, 1954-1958.